# كرة جذر

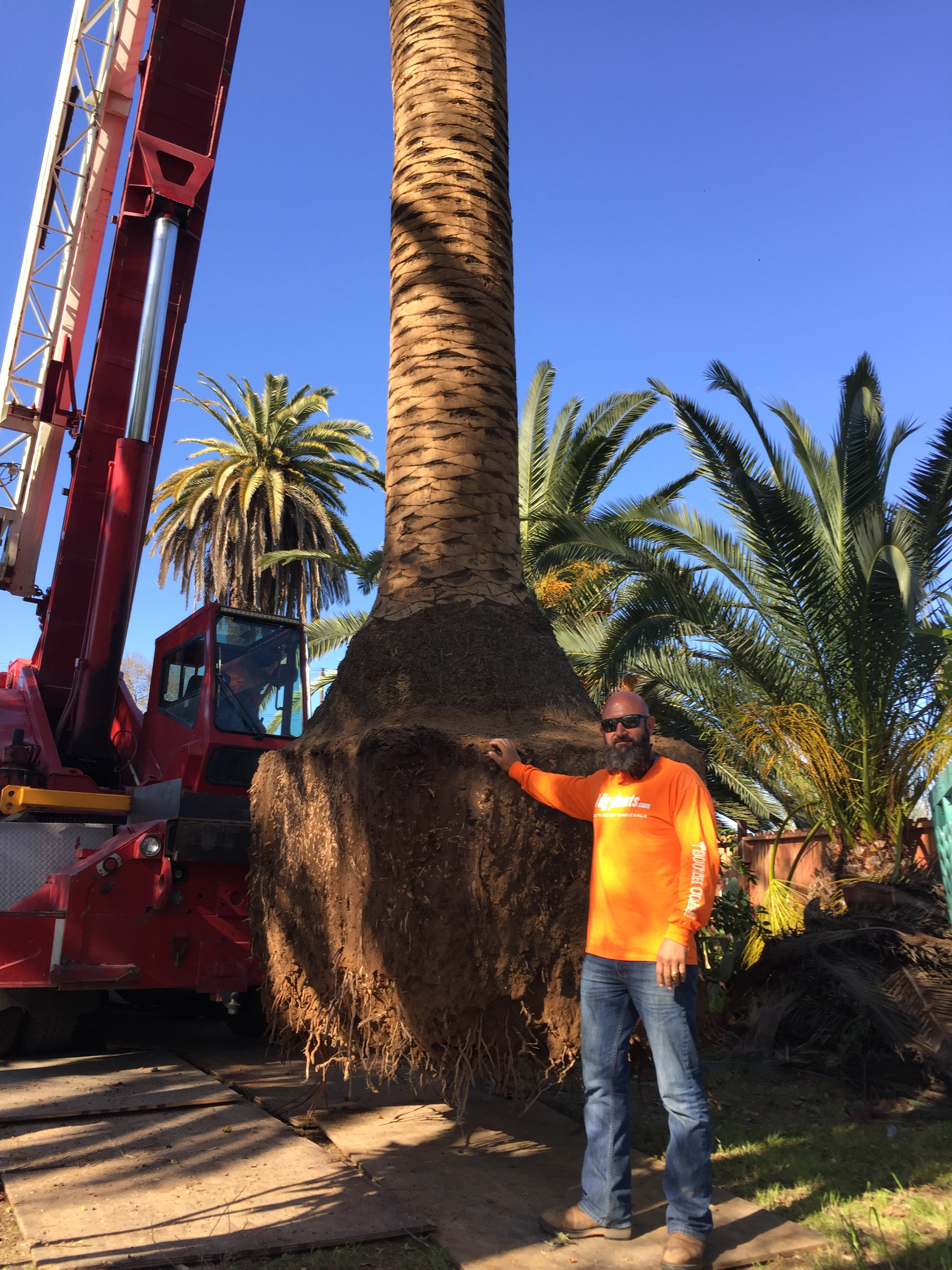
كرة جذر شجرة النخلة الكنارية.

كرة الجذر هي الكتلة الرئيسية المتماسكة للجذور في قاعدة النبات مثل الشجيرة أو الأشجار. له أهمية خاصة في البستنة عندما يتم إعادة زراعة النباتات أو زرعها في الأرض. ستحدد جودة وتحضير كرة الجذر مدى نجاة النبات في عملية الزرع هذه ثم تزدهر في وضعها الجديد. يجب أن تبقى الكرة الجذرية سليمة عند نقل الأغراس.